# قائمة مصادر الطاقة
إن أهمّ مصادر الطاقة المستخدمة حاليا :
1. الوقود الأحفوري: ويتمثل في الفحم والنفط والغاز الطبيعي، ويختزن هذا الوقود (طاقة كيميائية) يمكن الاستفادة منها عند حرقه، والوقود الألنلنببحفوري هو مصدر الطاقة الرئيس حيث يسهم بما يربو على 90% من الطاقة المستخدمة اليوم، ولأنه مصدر قابل للنضوب، وبسبب مشكلات التلوث البيئي، فإن البحث حثيث لتوفير وتطوير مصادر أخرى للطاقة.
2. المصادر الميكانيكية: وهي مساقط المياه والسدود وحركة (المدّ والجزر) وطاقة الرياح، ولذا تُقام محطات (توليد الكهرباء) عند السدود والشلالات ومناطق المد العالي وربوع الرياح الشديدة لاستغلال قوة الدفع الميكانيكية في تشغيل التوربينات.
3. الطاقة الشمسية: يُستفاد منها عبر التسخين المباشر في عمليات تسخين المياه والتدفئة والطهي، كما يمكن تحويلها مباشرة إلى طاقة كهربائية بوساطة الخلايا الشمسية.
4. الطاقة الحرارية الجوفية: حيث يُستفاد من ارتفاع درجة الحرارة في جوف الأرض، وفي بعض المناطق تكون هذه (الطاقة الجوفية) قريبة من سطح الأرض فتوجد بالتالي الينابيع الحارة، ففي أيسلندة مثلًا - تنتشر هذه الينابيع، ويُستفاد منها لأغراض التدفئة والتسخين.
5. الكتل الحيوية: وهي المخلفات الحيوية، وهذا التصنيف يشمل: انية والزراعية التي يتم تخميرها في حفر خاصة ليتصاعد منها غاز الميثان، وهو غاز قابل للاشتعال.
6. غاز الهيدروجين: يمثّل نوعًا مهمًا من أنواع الوقود، وهو مرشح لأن يكون له دور كبير في تأمين الطاقة في المستقبل، وقد ظهرت سيارات تعمل على غاز الهيدروجين، وأبرز تطبيقاته الاستفادة منه في (خلايا الوقود)، وهي خلايا واعدة بتطبيقات واسعة في المستقبل، ويتم توليد الكهرباء داخلها مباشرة بتمرير الهيدروجين والهواء بها، وعبر اتحاد الهيدروجين والأوكسجين نحصل على طاقة كهربائية، وأما مخلفات هذه العملية فهي الماء فقط، أي إن (خلايا الوقود) لا تسهم في تلويث البيئة.
7. الطاقة النووية: تنتج عن (الانشطار النووي) في المفاعلات النووية، ويُستفاد منها في تسيير السفن والغواصات وتوليد الطاقة الكهربائية، وأبرز سلبياتها النفايات المشعة الناتجة، ومشكلة التخلص منها، وضوابط السلامة العالية اللازمة لمنع انفجار المفاعل، أو تسرّب الإشعاعات منه.

هناك تصنيف للطاقة ومصادرها يقوم على مدى إمكانية تجدد تلك الطاقة واستمراريتها
1. الطاقة التقليدية أو المستنفدة: وتشمل الفحم والبترول والمعادن والغاز الطبيعي والمواد الكيميائية، وهي مستنفذة لأنها لا يمكن صنعها ثانية أو تعويضها مجددًا في زمن قصير.
2. الطاقة المستدامة أو المتجددة: